# Liste der singapurischen Milliardäre
Die Liste der singapurischen Milliardäre basiert auf der jährlich durchgeführten Bewertung von Vermögen und Besitz, die 2017 im Wirtschaftsmagazin Forbes veröffentlicht wurde.
Die unter dem Titel The World’s Billionaires veröffentlichte Liste ist eine jährlich vom US-amerikanischen Wirtschaftsmagazin Forbes veröffentlichte Zusammenstellung, die weltweit alle Personen aufführt, deren geschätztes persönliches Vermögen eine Milliarde US-Dollar übersteigt (‚Billion‘ im Englischen bedeutet ‚Milliarde‘ im Deutschen). Diktatoren und Angehörige von Königshäusern werden nicht in diese Liste aufgenommen.
Am 5. Oktober 1987 veröffentlichte das Forbes-Magazin zum ersten Mal eine Liste von 140 Milliardären. Genau zwei Wochen später, am Schwarzen Montag, stürzte der Dow-Jones-Index an einem Tag um 22 % ab, was zu Verschiebungen des Reichtums führte. Im Jahr 2017 waren bereits 2.043 Milliardäre auf der Liste aufgelistet. Der bisherige Höhepunkt wurde damit erreicht. Die weltweite Verteilung sowie die Anzahl von Milliardärinnen hat über die Jahre zugenommen.

## Liste der singapurischen Milliardäre 2017
| Weltrang | Name                            | Staatsbürgerschaft | Netto-Wert (USD) | Quelle des Reichtums |
| -------- | ------------------------------- | ------------------ | ---------------- | -------------------- |
| 150      | Robert und Philip Ng            | Singapur           | 8,7 Milliarden   | Immobilien           |
| 219      | Goh Cheng Liang                 | Singapur           | 6,5 Milliarden   | Farben und Lacke     |
| 315      | Familie Kwee                    | Singapur           | 5,1 Milliarden   | Immobilien           |
| 324      | Wee Cho Yaw                     | Singapur           | 5,0 Milliarden   | Banking              |
| 359      | Zhao Tao                        | Singapur           | 4,6 Milliarden   | Arzneimittel         |
| 693      | Jason Chang                     | Singapur           | 2,9 Milliarden   | Elektronik           |
| 745      | Kwek Leng Beng                  | Singapur           | 2,7 Milliarden   | Immobilien           |
| 867      | Raj Kumar and Kishin RK         | Singapur           | 2,4 Milliarden   | Immobilien           |
| 867      | Kuok Khoon Hong                 | Singapur           | 2,4 Milliarden   | Palmöl               |
| 973      | Sam Goi                         | Singapur           | 2,1 Milliarden   | Tiefkühlkost         |
| 973      | Peter Lim                       | Singapur           | 2,1 Milliarden   | Kapitalanlagen       |
| 973      | Ong Beng Seng and Christina Ong | Singapur           | 2,1 Milliarden   | Breitgestreut        |
| 1098     | Choo Chong Ngen                 | Singapur           | 1,9 Milliarden   | Hotels               |
| 1234     | Chang Yun Chung                 | Singapur           | 1,7 Milliarden   | Schifffahrt          |
| 1234     | Lim Oon Kuin                    | Singapur           | 1,7 Milliarden   | Ölhandel             |
| 1376     | Zhong Sheng Jian                | Singapur           | 1,5 Milliarden   | Immobilien           |
| 1468     | Chua Thian Poh                  | Singapur           | 1,4 Milliarden   | Immobilien           |
| 1678     | Asok Kumar Hiranandani          | Singapur           | 1,2 Milliarden   | Immobilien           |
| 1678     | Oei Hong Leong                  | Singapur           | 1,2 Milliarden   | Kapitalanlagen       |
| 1795     | Koh Wee Meng                    | Singapur           | 1,1 Milliarden   | Immobilien, Hotels   |
| 1795     | Ron Sim                         | Singapur           | 1,1 Milliarden   | Handel               |